# Cyphonia
Cyphonia(лат.) — рід рівнокрилих комах з сімейства горбаток (Membracidae).

## Розповсюдження
Зустрічаються в Південній та Центральній америці : Аргентина, Болівія, Бразилія, Венесуела, Гватемала, Гаяна, Гондурас, Колумбія, Коста-Рика , Нікарагуа, Панама, Перу, Суринам, Тринідад .

## Опис
Довжина тіла менше 1 см (4,1 — 8,4 мм). Пронотум здутий, несе великі бічні загострені плечові роги. Задній пронотальний відросток із двома шипами позаду плечових кутів; відросток закінчується одним простим або цибулицеподібним відростком із трьома гострими шипами. Цей рід зареєстрований як одиночний, але в Колумбії його знаходили у групах із трьох або чотирьох особин. Є дані про зв'язок з мурахами та багатьма рослинами-господарями

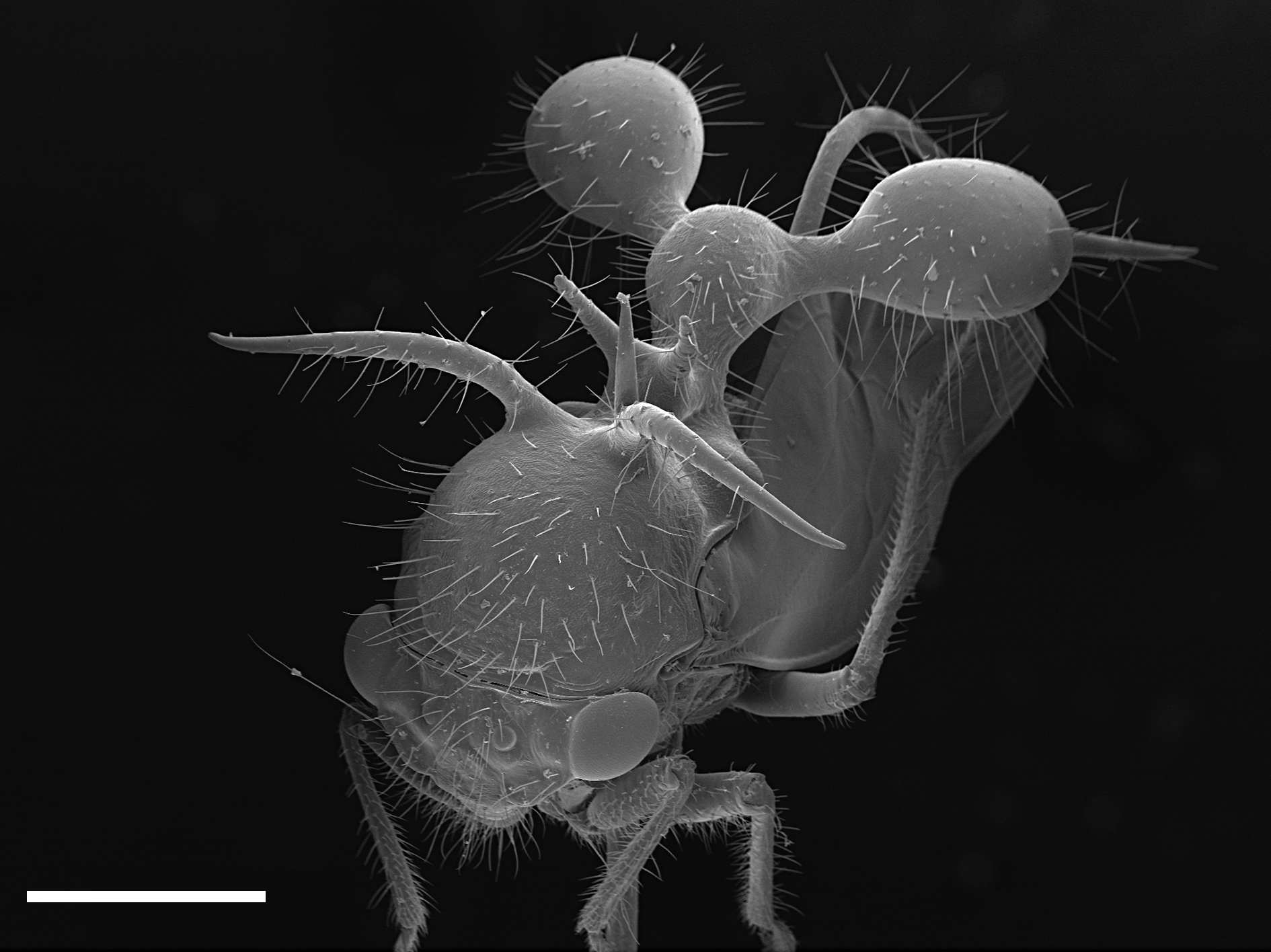
Cyphonia clavata
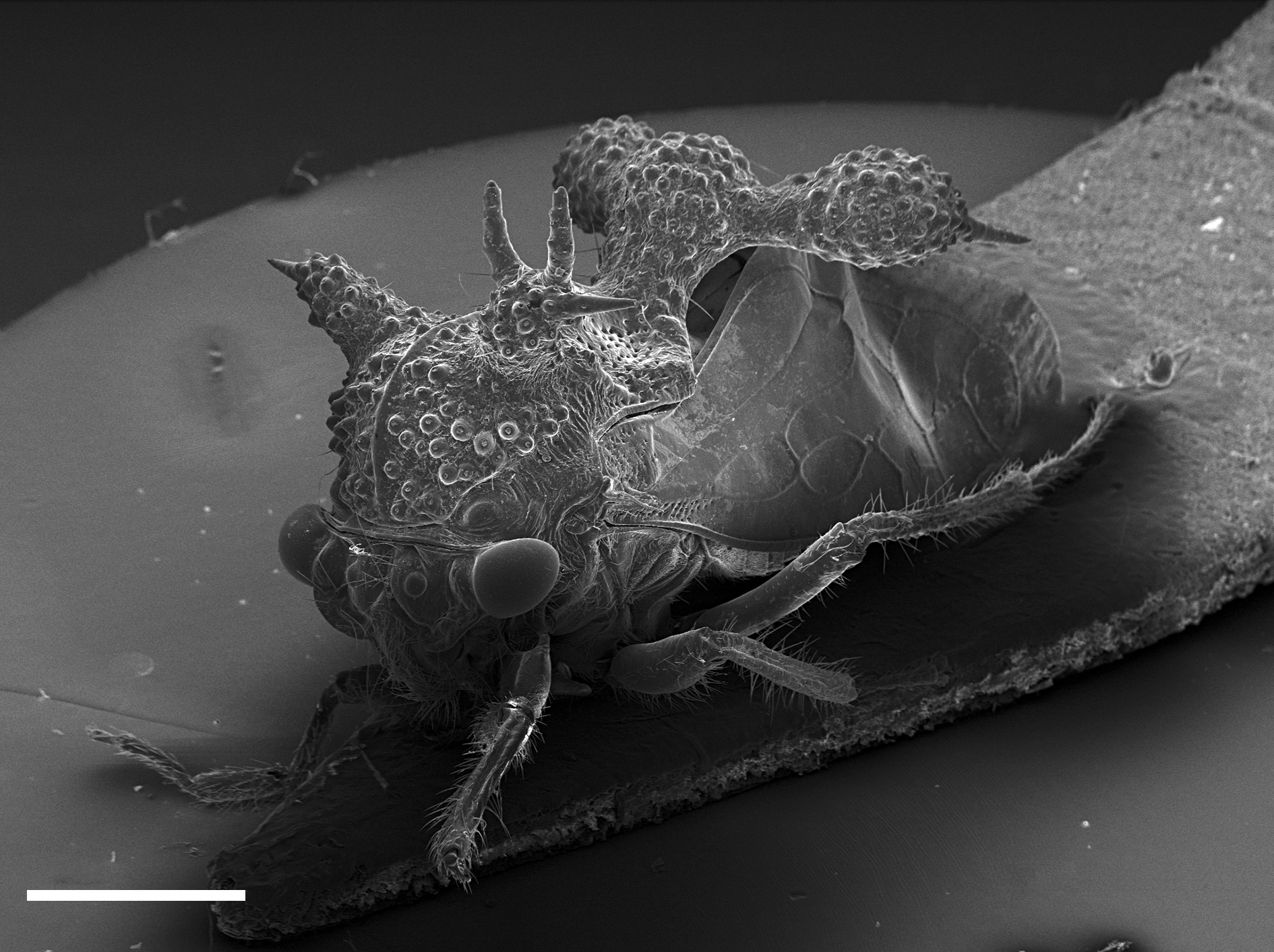
Cyphonia clavigera
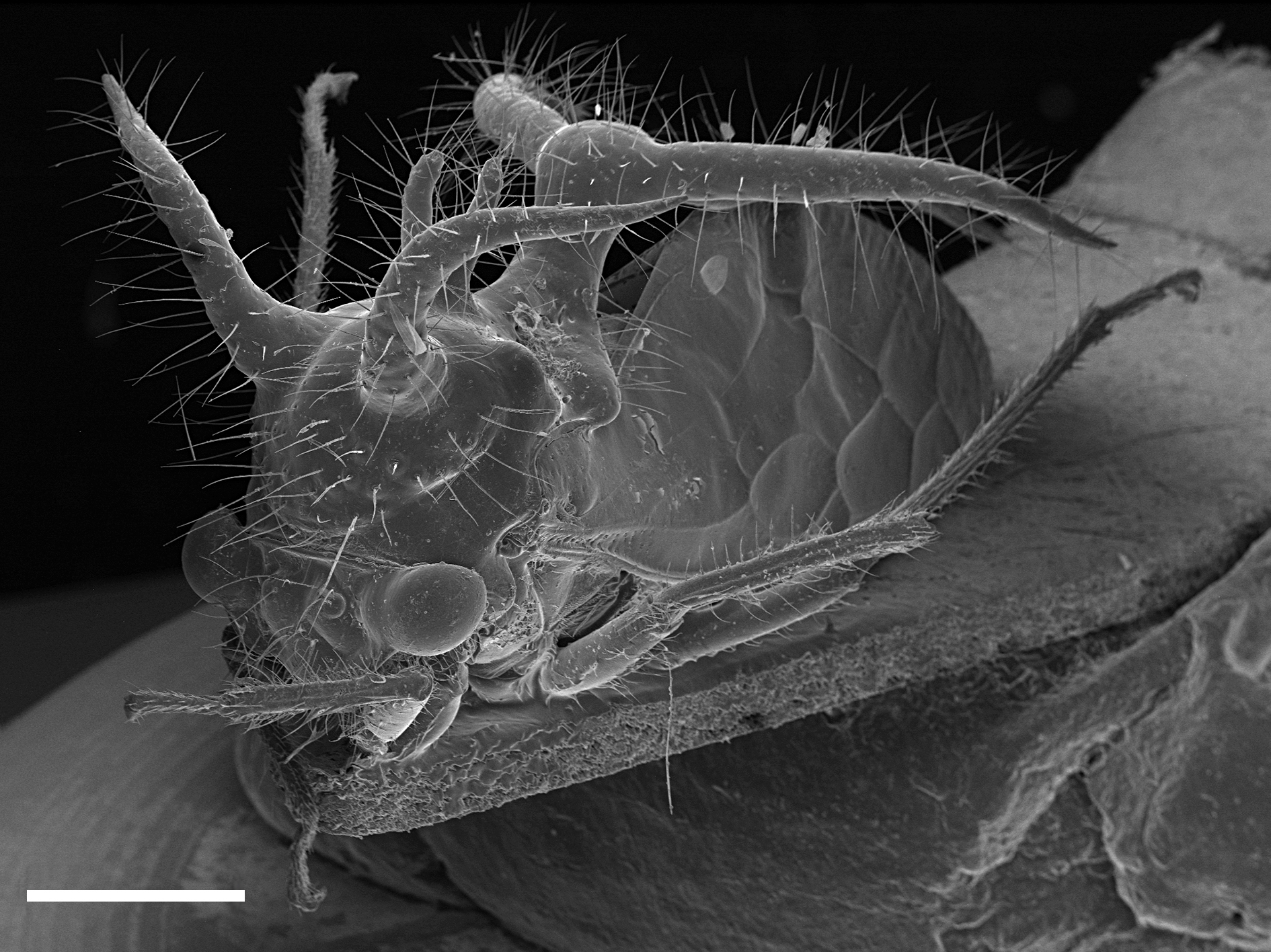
Cyphonia longispina
Cyphonia trifida
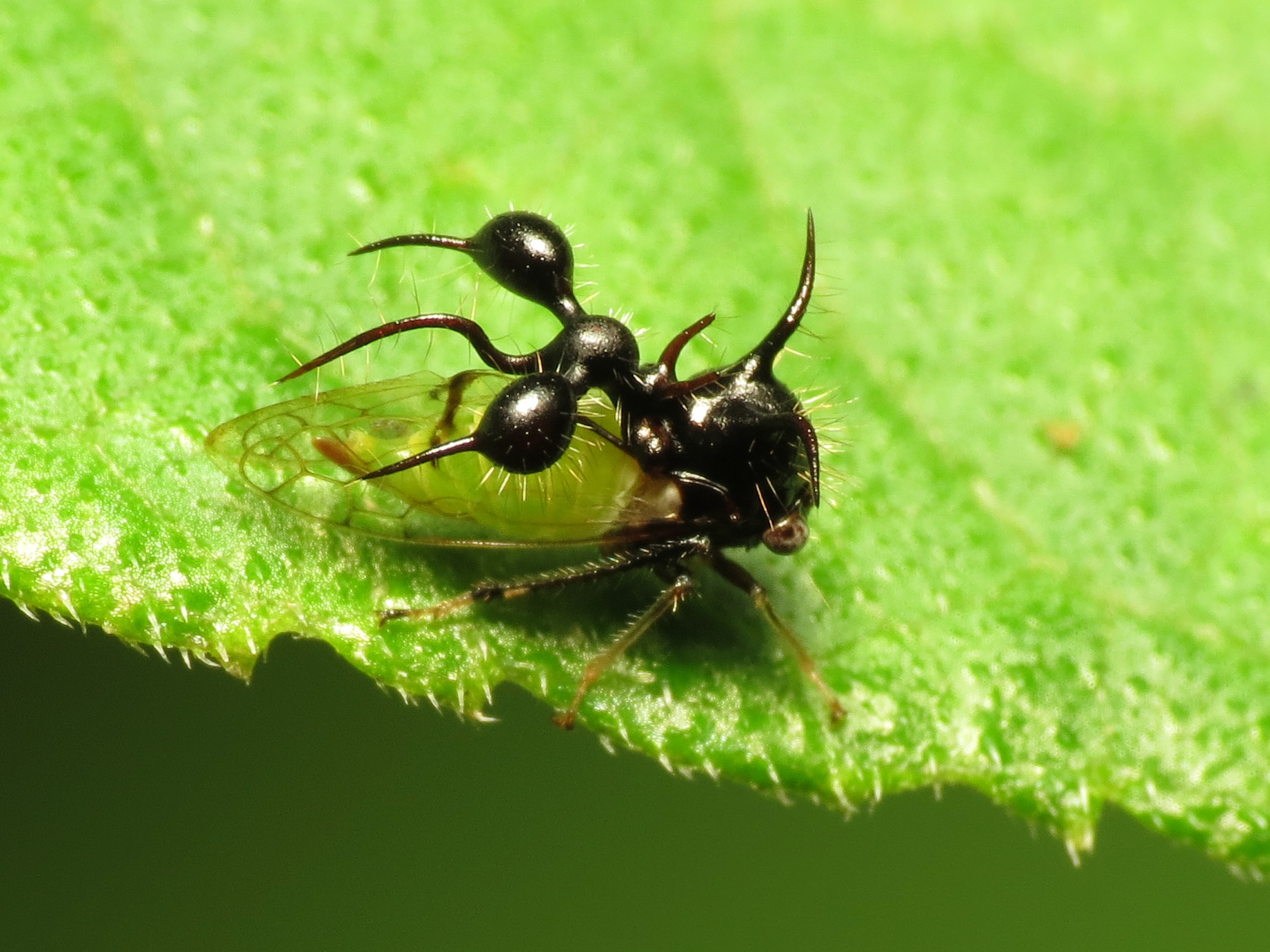
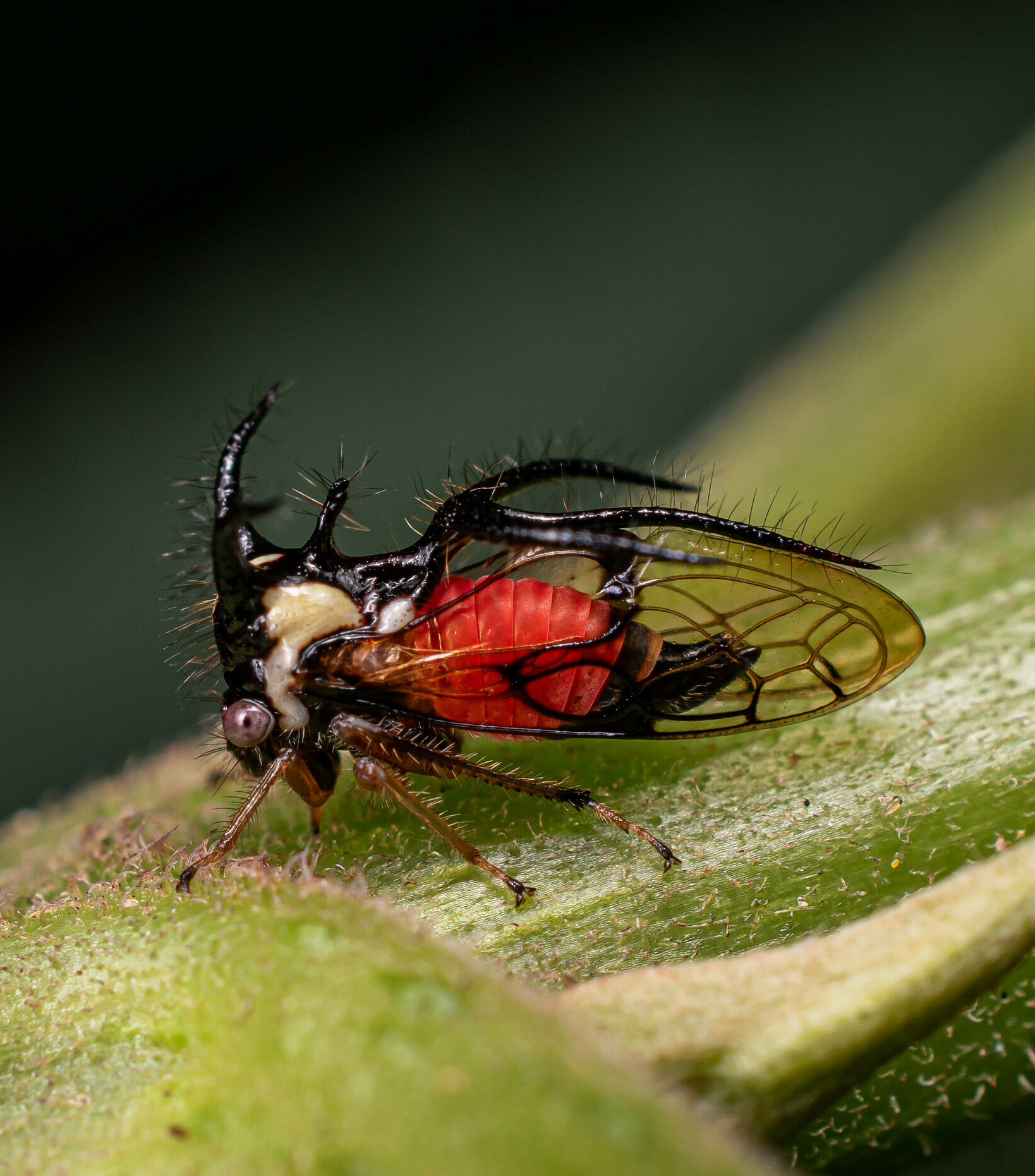

## Класифікація
Близько 30 видів 
- Cyphonia ancoralis Berg, 1883
- Cyphonia andina Sakakibara, 2008[2]
- Cyphonia braccata  Germar
- Cyphonia capra  Burmeister
- Cyphonia clavata  Fabricius, 1787
- Cyphonia claviger  Fabricius
- Cyphonia colenophora  Berg
- Cyphonia digitata  Sakakibara, 1968
- Cyphonia flava  Burmeister
- Cyphonia flavomaculata  Sakakibara, 1968
- Cyphonia flavovittata  Stål
- Cyphonia furcata  Walker, 1851
- Cyphonia guyanensis  Sakakibara, 1972
- Cyphonia hirta  Germar
- Cyphonia horizontalis  Sakakibara, 1968
- Cyphonia intermedia  Sakakibara, 1968
- Cyphonia lenkoi  Sakakibara, 1968
- Cyphonia leptostyla  Sakakibara, 1968
- Cyphonia longispina  Sakakibara, 1968
- Cyphonia longistyla  Sakakibara, 1972
- Cyphonia nordestina  Sakakibara, 1968
- Cyphonia polita  Sakakibara
- Cyphonia punctipennis  Sakakibara, 1968
- Cyphonia pygmaea  Sakakibara, 1968
- Cyphonia rostrata  Sakakibara, 1972
- Cyphonia sakakibarai  Mckamey, 2017[3]
- Cyphonia scabra  Sakakibara, 1968
- Cyphonia sinuata  Sakakibara, 1968
- Cyphonia trifida  Fabricius
- Cyphonia weyrauchi  Richter, 1958